# Рафік Зехніні
Рафік Зехніні (норв. Rafik Zekhnini, нар. 12 січня 1998, Шієн, Норвегія) — норвезький футболіст марокканського походження, вінгер клубу «Мольде».

## Клубна кар'єра
Рафік Зехніні почав футбольну кар'єру у рідному місті Шієн у місцевому клубі «Одд». У першій команді Зехніні дебютував у липні 2015 року у матчі чемпіонату Норвегії. 26 липня у віці 17 - ти років Рафік забив свій перший гол у складі «Одда».
Гра молодого футболіста привернула до себе увагу скаутів європейських клубів і влітку 2017 року Зехнін уклав п'ятирічний контракт з італійською «Фіорентиною». Сума трансферу складала 1,5 млн євро. Вже у серпні того року норвежець дебютував у складі італійського клубу.
Для набору ігрової практики молодого футболіста відправили в оренду у норвезький «Русенборг», з яким Зехніні виграв Суперкубок Норвегії. Після цього також були оренди. У Нідерландах у складі «Твенте» Зехніні виграв турнір Ерстедивізі. Ще один сезон футболіст провів в оренді у швейцарській «Лозанні».
Так і не зумівши закріпитися у складі «Фіорентини», у 2021 році Зехніні повернувся до Норвегії, де приєднався до клубу «Мольде».

## Збірна
З 2013 року Рафік Зехніні виступав за юнацькі збірні Норвегії різних вікових категорій. Провів вісім матчів у складі молодіжної збірної Норвегії.

## Досягнення
- Володар Суперкубка Норвегії (1):

«Русенборг»: 2018
- Володар Кубка Норвегії (1):

«Молде»: 2021-22
- Чемпіон Норвегії (1):

«Молде»: 2022